# Уилкинсон, Энди
Эндрю Гордон «Энди» Уилкинсон (англ. Andrew Gordon Wilkinson; 6 августа 1984, Янфилд, Стоун, Англия) — английский футболист, защитник.

## Карьера

### Сток Сити
Уилкинсон выступал за молодежную команду «Сток Сити» с 1998 года, а в 2001 он подписал контракт с основной командой. Он дебютировал за «Сток Сити» в матче с «Блэкпулом», заменив на 75-й минуте Клайва Кларка. Последующие два сезона за Сток провел, либо в резерве, либо в лазарете. В начале сезона 2003/04 был отдан в аренду на один месяц для получения игровой практики клубу «Телфорд Юнайтед». После возвращения из аренды сыграл 3 матча за «Сток». В начале сезона 2004/05 Уилкинсон был отдан в аренду шотландскому клубу «Партик Тисл», в котором смог забить свой первый гол на профессиональном уровне. После возвращения в Сток сыграл один матч против «Миллуолла», и вновь отправился в аренду на этот раз клубу «Шрусбери Таун» до конца сезона. В сезоне 2006/07 на правах аренды выступал за «Блэкпул», а после окончания сезона, «Блэкпул» попытался выкупить Уилкинсона за 150 000 фунтов, но «Сток» ответил на предложение отказом.
В сезоне 2007/08 закрепился в основной команде «Стока» и смог выйти на поле 20 раз. В том сезоне «Сток» смог заработать путевку в Премьер-лигу. После прихода в команду Роберта Хута, Уилкинсон потерял место в основном составе. Уилкинсон сыграл свой сотый матч за «Сток Сити» в матче с «Ньюкаслом» 26 сентября 2010, а свою сотую игру в чемпионате провел 9 апреля 2011. После разгромной победы в полуфинале Кубка Англии над «Болтоном» со счетом 5:0, подписал новый контракт с командой, рассчитанный до 2014 года. Уилкинсон отметил десять лет в «Стоке» 15 октября 2011 в матче с «Фулхэмом».

## Достижения
Вице-чемпион Кубка Англии: 2010/11

## Личная жизнь
Уилкинсон женился на своей подруге Эмме 25 мая 2011. У пары есть дочь Ева.